# История Осетии

## Древняя история

### Каменный век
Во время Миндельского оледенения ледник покрывал всю Осетинскую равнину до Сунженского хребта. При Рисском оледенении ледник доходил примерно до современного города Беслана. В Вюрмское оледенение ледник не выходил на равнину, находился в пределах Скалистого хребта.
Древнейшая стоянка человека на территории Северной Осетии (около 150 тыс. лет назад) находится у хутора Попов, в 4 км к юго-западу от Владикавказа, и принадлежит Ашельской культуре, носителями которой были ранние неандертальцы. На этой стоянке найдены каменные заготовки, отщепы, пластинки, ручные рубила. Стоянки Мустьерской эпохи (30-40 тыс. лет назад) найдены у пос. Редант-1, селений Карджин, Заманкул, Старый Батакоюрт.
На многослойном поселении Цми нижние слои (горизонты 1, 2) относятся к мезолиту. Самая ранняя дата для третьего (неолитического) горизонта — 7510±80 радиоуглеродных лет.

## Бронзовый век

### Куро-араксская культура
Памятники куро-араксской культуры в Южной Осетии выявлены в окрестностях Цхинвала — Згудрисгверда, Нацаргора, Кулбакеби, Кулыхуым, а также в Дзагина, Нул, Квасатал, Коринта.

### Кобанская культура
Могильники: Верхнекобанский, Тлийский, Эльхотовский.

## Алания
Современная горная часть Северной Осетии и лишь частично Южная Осетия находятся на территории, куда монголами в XV веке были вытеснены аланы. В настоящее время в научной литературе общепризнанной стала точка зрения, согласно которой основу народа составили смешавшиеся с кавказскими племенами аланы.
Имя «алан» появляется в сочинении авторов I в. н. э. Плиния, Секунда, Иосифа Флавия, Дионисия. «Племя аланов есть часть скифов, живущая вокруг Танаиса (р. Дон) и Меотийского (Азовского) озера». (Иосиф Флавий. 1 в. н. э.). Но аланы локализируются на Северном Кавказе только после гуннского нашествия. В середине первого тысячелетия они установили связи с местным населением и стали продвигаться в горные районы. На территории Западной Осетии аланские памятники V в. н. э. последующих веков отмечены в Кора — Урсдоне, на р. Урсдон, у слияния рек Скуммидон и Суардон, в междуречье Малки и Уруха. Примерно в то же время аланы установили контроль и над Центральным Кавказом, через который проходил кратчайший путь в Закавказье. Дарьяльский проход неизменно называется «Аланским» («Врата
Дар — и — алана»). Естественный ход событий нарушило Великое переселение народов, вызванное
передвижением гуннских племён с Востока на Запад. Вместе с гуннами на Запад ушло огромное количество алан. Великое переселение народов оказало влияние и на алан, оставшихся на Кавказе. В V—VI веках, после гуннского нашествия, начинается важный этап в формировании аланской народности. С этого времени аланы находились в других историко-географических и культурно
— хозяйственных условиях по сравнению с античным временем. Если в источниках до V века аланы предстают как кочевники, то в VI — VII веках у них появляются черты, связывавшие их с оседлым кавказским этнокультурным миром. Примерно в это же время у алан оформляются два протогосударственных образования: западное — с центром в верховьях Кубани, и восточное, тяготевшее к Дарьялу. В начале X века произошло объединение аланских протогосударств.
Алания X — XI веков предстаёт ранним феодальным обществом имевшем раннефеодальную государственность, чьи цари проводили активную внешнюю политику. Своего расцвета она достигла в период правления царя Дургулеля Великого, крупной политической фигуры, сыгравшей большую роль в истории Кавказа и Ближнего Востока. Среди важных политических событий, имевших большое значение для судеб алан, следует назвать нашествие монголов в XIII веке. Монголо-татарское нашествие нанесло сильный удар по народам Кавказа. Но особенно тяжёлыми его последствия оказались для алан. Значительная часть этноса переселилась в Европу, Византию, в Венгрию, на Дальний Восток. Аланы потеряли равнинные земли — мощную производственную базу. Надолго приостановился процесс развития
некоторых сфер жизни общества. Довершил же разгром алан Тимур, после походов которого равнинная Алания стала «пустыней без владельцев». Вместе с тем монголам так и не удалось завоевать горных алан. Гильом де Рубрук, совершивший в 1253—1255 г. путешествие в столицу Монгольской империи Каракорум и неоднократно встречавшийся с аланами в Предкавказье, сообщал, что аланы «всё ещё борются против татар». «Аланы на этих горах всё ещё не покорены», — писал Рубрук. Прославленный аланский
город Дедяков был взят штурмом Тимуром 8 февраля 1378 г.

## Средневековье
Алания представляла собой крупное государственное образование, связанное с такими странами, как Византия, Русь, Хазария и т. д. Высокий военно-политический потенциал Алании в тот период был результатом внутреннего социально-политического развития. С XII века Алания вступила в период феодальной раздробленности. Начался распад государства на небольшие княжества, а затем и королевства. С 1238 года началась долговременная борьба аланов с татаро-монгольскими завоевателями, в результате которой равнинная часть Алании была захвачена. В 1263 году во время Битвы на Тереке аланский царь из рода Ахсартаггата воевавший на стороне Хулагидов погиб. У него осталось два сына, одним из которых был Ос-Багатар II. В 1278 году была совершенна экспедиция Менгу-Тимура против алан в Дедякове. В XIV в связи с гибелью значительной части аланского населения, оставленные территории были заняты кабардинцами, а осетинам пришлось мигрировать в горы. В горных условиях начинается новый этап жизни алан, известных теперь как осетины. В 1614 году войска Шаха Аббаса, после экспедиции в Грузию прибыли в Никози и оттуда были отправленны на покорение Осетии. Часть войск Сефевидов прошла через Дарьяльское ущелье к Дзивгиской крепости, но не смогли взять её и отступили к селению Цамад. Войска Шаха также дошли до  Галиата. Другая часть войск прошла через Мамисонский перевал, однако из-за сильного сопротивления осетин близь Зарамага отступила. В конце XVII в. царь Грузии Арчил от шаха, султана и других недругов скрывался в горной Осетии. В феврале 1682 г. из Москвы вернулось посольство во главе с архимандритом Гавриилом и князем Дмитрием Квариани. Шамхал с большим войском перекрыл Арчилу путь на Москву, став с войском на границах Малой Кабарды «но опасается подойти к Осетии, по причине крепкого положения сей страны, и тесного пути, ведущего в оною». Осетия в тот период воспринималась как убежище, способное обеспечить безопасность даже высокопоставленным лицам. Её географическое положение и природные условия делали её труднодоступной и защищённой. Военное вторжение в Осетию затруднительным, даже для больших армий того времени.

## Включение Осетии в состав Российской Империи
В XVII веке у осетин возникла необходимость в переселении в долины по причине крайнего малоземелья. Также Осетия была важна для России как единственная контролирующая стратегически важные перевалы в Закавказье.
Историки не пришли к единому мнению о том, когда Осетия была включена в состав Российской Империи. Многие традиционные источники указывают в качестве даты присоединения 1774 год.
Однако осетинские учёные М. М. Блиев и Р. С. Бзаров на основании архивных документов доказали, что проект присоединения Осетии, подготовленный астраханским генерал-губернатором П. Н. Кречетниковым, был представлен на рассмотрение Екатерине Второй только в 1775 году. Более того, осетинский проект генерал-губернатора не позволил ему сохранить пост, и в том же 1775 году П. Н. Кречетников был отправлен в отставку. Доказательств того, что императрица поддержала проект присоединения Осетии, либо вернулась к его рассмотрению в дальнейшие годы, также пока нет.
Скорее всего законодательное оформление включения Осетии в состав Российской Империи произошло намного позже, уже в XIX веке.
В 1784 году на месте ингушского селения Заур основана крепость Владикавказ для контроля над Дарьяльской дорогой.Однако, согласно многим источникам, Владикавказ был основан на месте осетинского села Капкай. 

## Российская империя
В описании Осетии А.Г. Яновского, составленном для изданного в 1836 году четырехтомного «Обозрения российских владений за Кавказом» говорилось: «Пограничные от севера и востока ущелья Осетии — Валагирское, Тагаурское и Картаульское причислены к Владикавказскому округу, Джамурское к Душетскому уезду Грузии, а от запада Мамисонское или Тибское, с некоторыми другими — к Рачинскому округу Имеретии ... Южная часть и вся середина Осетии по обеим сторонам снегового Кавказского хребта, разделяется на вольную и на принадлежащую Горийскому уезду Грузии».
До 1830 года горная (Южная) Осетия оставалась вне сферы контроля российской имперской администрации, хотя номинально считалась владением России. Фактическое присоединение Южной Осетии произошло в 1830 году после сокрушительной военной экспедиции русских войск во главе с генералом Ренненкампфом. 
Претензии грузинского дворянства на Южную Осетию были отвергнуты Сенатом, который постановил «грузинским князьям Мачабеловым отказать в домогательстве о признании крепостного их права над осетинами». Мнение императора Николая I было таково: «Каково бы ни было решение высших судебных мест, трудно будет признать и привести в действие таковое в пользу князей Мачабеловых, поелику опытом дознано, что горные осетины никогда не будут без употребления военной силы исполнять следующие от них повинности и что, с другой стороны, нельзя же допускать мысль, что через каждые два или три года необходимо наряжать туда отряды и экспедиции». По распоряжению императора южные осетины были переведены в разряд казённых, государственных крестьян и, таким образом, исключены из системы феодальной зависимости, а значит, и политического контроля со стороны грузинского дворянства, получив особый социально-экономический статус
Тысячи северных и южных осетин служили добровольцами в Русской Императорской Армии и принимали участие во всех войнах России с момента присоединения к империи. Несколько десятков осетин стали офицерами, в том числе более 40 генералов.
В 1859 году юго-восточная часть Осетии в качестве Осетинского участка была передана из Горского округа обратно в Осетинский, со временем полностью вошедший в Горийский уезд Тифлисской губернии. С 1860 года Осетинский округ Тифлисской губернии пропал из справочников как административная единица. Но в 1862 году в составе Терской области также был образован Осетинский округ, который в 1870 году вместе с казачьими станицами на Сунже был объединён с Ингушским округом в один Владикавказский округ.
В конце XIX века, большей частью из лиц, имевших духовное или военное образование, возникла осетинская интеллигенция, сосредоточенная прежде всего во Владикавказе. Основоположником осетинской литературы и осетинского литературного языка стал Коста Хетагуров.

## Революция и Гражданская война
После Февральской революции 1917 года в апреле 1917 года состоялся I съезд осетинского народа. На IV съезде осетинского народа, в ноябре 1917 года, был избран Осетинский Национальный (с апреля 1918 года — Народный) Совет, который временно облекался всей полнотой государственной власти. Революционная осетинская партия «Кермен» поддерживала большевиков, а консервативная часть многочисленного осетинского офицерства была настроена антибольшевистски. Население Северной Осетии участвовала в создании Терской советской республики в составе РСФСР, провозглашенной в марте 1918 года. Однако уже в июле 1918 года VII съезд осетинского народа отказался от признания Терской республики и встал на сторону антибольшевистского Казачье-крестьянского Совета во главе с Георгием Бичераховым. К осени 1918 года бичераховское восстание было подавлено красными отрядами Терской республики, но зимой 1918-1919 годов она пала под ударами войск Деникина. В марте 1920 года РККА, разгромив деникинцев, установила на всем Северном Кавказе советскую власть.
Что касается Южной Осетии, то 26 мая (8 июня) 1918 года в результате распада Закавказской Демократической Федеративной Республики (Закавказской Федерации) образовались три самостоятельных государства. Одно из них — Грузинская Демократическая Республика — предъявило свои права на территорию современной Южной Осетии. Там в 1918—1920 годах произошли три антигрузинских восстания, в результате подавления последнего из них многие южные осетины бежали на север. Советское грузинское правительство, приведенное к власти усилиями 11-й армии РККА в 1921 году, создало в апреле 1922 года Юго-Осетинскую автономную область.
Так Осетия была разделена на две части — часть севернее Кавказского хребта попала под юрисдикцию РСФСР, южнее — Грузинской ССР.

## СССР
В 1921 году Осетия стала частью Горской Советской Республики, получила статус автономной области в 1924 году и в 1936 году была преобразована в Северо-Осетинскую Автономную Советскую Социалистическую Республику.

### Великая Отечественная война
Во время Великой Отечественной войны на территории республики проходили ожесточённые бои, бо́льшая часть (север и запад) Северной Осетии была оккупирована 1-й танковой армией генерала Клейста. Против них сражались войска Северной группы войск немцев. С 6 по 11 ноября 1942 года в ходе Нальчикской оборонительной операции 37-й армии Северной группы войск против группы армий «А» германские войска были остановлены на подступах к Орджоникидзе (Владикавказу).
В 1941 г. в Северо-Осетинской АССР было отправлено в войска 40186 человек, а в целом за 1941—1945 гг.— 89934 гражданина республики. Всего 21736 человек было призвано из Южной Осетии. Многие осетины также воевали в Украинском повстанческом движении.

## Российская Федерация
Со времени возвращения после депортации, ингуши требовали территории Пригородного района Северной Осетии. В 1992 году из-за вторжения бандформирований на территорию республики начался вооружённый конфликт. В ходе вооруженных столкновений погибло мирное население с обеих сторон конфликта, закончилось вводом федеральных сил.

1 сентября 2004 году было совершенно нападение на школу № 1 города Беслана, террористический акт стал крупнейшим в новейшей истории России. 

## Южная Осетия
С распадом СССР и отделением от неё Грузии, Юго-Осетинская АО также изъявила желание стать независимым государством, в связи с отменой автономии осетин. Происходит трёхлетний вооруженный конфликт[какой?], результатом которого становится победа осетинских ополченцев.
В 2008 году прошла краткосрочная война в Грузии, закончившаяся поражением Грузии от совместных действий российских, абхазских и южноосетинских сил. По итогам войны власти Южной Осетии вернули контроль над территорией в пределах бывшей Юго-Осетинской АО, которую ранее контролировал Тбилиси, — это, в частности, Ленингорский район.
После войны независимость РЮО была признана Россией, Никарагуа, а также частично признанной Абхазией и непризнанными республиками Нагорный Карабах и Приднестровье. В 2009 году независимость Южной Осетии признала Венесуэла. Подавляющим большинством государств-членов ООН независимость республики не признаётся.
Таким образом, в настоящее время Осетия делится на две части — Северную Осетию (республику в составе Российской Федерации) и Южную Осетию (частично признанное государство).
31 марта 2022 года президент Республики Южная Осетия Анатолий Бибилов сообщил, о том, что Южная Осетия может объединиться с Северной в случае вхождения в состав РФ путём референдума. В тот же день Глава Северной Осетии Сергей Меняйло поддержал возможность объединения республик.